# Matthijs de Castelein

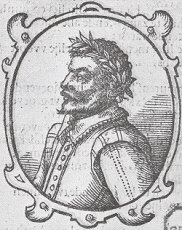
Matthijs de Castelein

Matthijs de Castelein (Pamele, ca. 1485/9 - Pamele, 1550) was een Oudenaardse priester, verbonden aan de parochiekerk van Pamele en factor van de rederijkerskamer Pax Vobis van Oudenaarde en De Kersouwe van Pamele. Volgens zijn eigen verklaring schreef hij 36 esbatementen, 38 tafelspelen, 12 spelen van sinne en 30 wagenspelen, maar weinig daarvan is bewaard gebleven.

## Leven
Hij was een zoon van Arend Jacobszoon. Rond 1512 werd hij priester gewijd en daarnaast oefende hij het ambt van (apostolisch) notaris uit in Oudenaarde. Hij was benoemd door de kerk, maar werkte vooral voor de stad.
In 1520 werd zijn zoon Abraham geboren, die hij had verwekt bij zijn huismeid Callekin van Peene.

## Werk
Tot zijn jeugdwerk behoren het drama Historie van Pyramus ende Thisbe (vermoedelijk reeds vóór 1521 gedrukt) en de Balladen van Doornijcke (waarschijnlijk in 1522 geschreven), waaruit een sterke anti-Franse gezindheid blijkt. Voorts dichtte hij een bundeltje Diversche liedekens (oudst bekende druk 1573/1574), met afwisselende inhoud, waarvoor hijzelf de muziek componeerde. Vooral zijn amoureuze en drinkliederen muntten uit door hun losse, luchtige en zangerige trant, de eerste ook door hun dartele toon.
De Castelein is vooral bekend omdat hij de eerste uitvoerige Nederlandstalige poëtica heeft geschreven dat van kapitale betekenis is geweest voor de kennis van de letterkundige opvatting van de rederijkers. Hij voltooide De Const van Rhetoriken in 1548, maar zijn poëtica werd pas vijf jaar na zijn dood in 1555 te Gent uitgegeven door de rederijker Jan Cauweel. Tussen 1555 en 1616 verschenen zes drukken van De Const van Rhetoriken. In 239 strofen wordt een overzicht gegeven van rijmsoorten, sneden (strofevormen) en dichtgenres, dat alles geïllustreerd door een niet onaanzienlijk aantal stukken van hemzelf (rondelen, ballades en refreinen), waardoor de Const van Rhetoriken tevens is uitgegroeid tot een soort bloemlezing uit zijn werk, dat voor het grootste gedeelte verloren is gegaan.
Men beschouwt vaak de Const van Rhetoriken als een codificatie van voorschriften die eerder achterwaarts dan vooruit wijzen. Matthijs de Castelein is evenwel een moderniserende dichter die in velerlei opzicht al naar de renaissance verwijst. Hij maakt komaf met de huiver van de rederijkers om hun dichtwerk aan de drukpers af te staan (ambachtelijk protectionisme) en maakt zo de weg vrij voor een individueel dichterschap.
Als leidraad voor zijn werk gebruikte hij het vijftiende-eeuwse Art de rhétorique (1493) van de Zuid-Nederlandse Franstalig rederijker Jean Molinet. Hij bracht echter ook aanpassingen en correcties aan om de regels in overeenstemming te brengen met de Nederlandstalige rederijkersgebruiken.